# Esporte Clube Iranduba da Amazônia (futebol feminino)
O Esporte Clube Iranduba da Amazônia (futebol feminino) (também conhecido como Hulk da Amazônia) é a equipe de futebol feminino do Iranduba, clube sediado na cidade de Iranduba, região metropolitana de Manaus. A Equipe foi criada em 2011, juntamente da equipe masculina. O time é octacampeão do Campeonato Amazonense entre os anos de 2011 e 2018.

## História
O clube foi idealizado e fundado pelo seguinte grupo de amigos: Aldenir Kniphoff, Amarildo Dutra, Eduardo Lima, Oséias Lima, Emerson Sampaio, Carlos Castro, Juarildo Muniz, Wellison Leão, André Maciel Lima, Arnaldo Domingues, Carlos Almeida, Ítalo Fortes, Olavo Dantas, José Said, Simone Carneiro, Taffarel (goleiro Tetra Campeão Mundial) e Paulo Roberto (lateral campeão Mundial pelo Grêmio). O projeto se concretizou em 18 de janeirode 2011 com a fundação oficial do Esporte Clube Iranduba da Amazônia. O clube filiou-se na Federação Amazonense de Futebol no mesmo ano e assim já no ano de sua fundação passou a participar de torneios oficiais de futebol.

### Ascensão meteórica
Em seu ano de estreia, o Iranduba foi campeão do Campeonato Amazonense e disputou a Copa do Brasil, sendo eliminado nas oitavas de final pela Tuna Luso.
Em 2012, chegou até às quartas de final da Copa do Brasil, sendo eliminado pelo São Francisco da Bahia. Após a eliminação na competição nacional, o Iranduba venceu o bicampeonato amazonense.
Em 2013, a equipe foi eliminada novamente nas oitavas da Copa do Brasil, desta vez para a equipe do Sport Recife. Na primeira edição do Campeonato Brasileiro de Futebol Feminino, o Iranduba esteve presente, mas não conseguiu passar da primeira fase, vencendo apenas uma partida no torneio. Na disputa do estadual, o Iranduba venceu o Princesa do Solimões, conquistando o tricampeonato da competição, construindo uma hegemonia no estado.
Em 2014, o Iranduba voltou a ser eliminado nas oitavas de final da Copa do Brasil pelo São Francisco da Bahia. No Campeonato Brasileiro, a equipe não passou novamente da primeira fase da competição. Já na disputa do Amazonense, o Iranduba venceu o tetracampeonato ao derrotar o Princesa na final.
Em 2015 aconteceu mais do mesmo dos últimos anos do futebol feminino do Iranduba. Eliminado nas oitavas de final da Copa do Brasil pelo Vitória das Tabocas e ainda na primeira fase do Campeonato Brasileiro. No estadual, o Iranduba se sagrou pentacampeão ao derrotar o Sul América na final.
Em 2016, a equipe chegou até a segunda fase do Campeonato Brasileiro, mas terminou na lanterna do seu grupo, sendo eliminada. Durante essa participação no brasileiro, o Iranduba levou mais de 20 mil pessoas ao estádio em cinco jogos, com uma média de público de quatro mil pessoas por jogo, superando público de jogos de outros times amazonenses masculinos que estavam na disputa da Série D, quebrando alguns recordes de público naquela altura do campeonato. O sub-20 feminino do clube ainda participou da Liga Feminina de Futebol Sub-20, chegando na final, que levou mais de 17 mil pessoas na Arena da Amazônia contra o Centro Olímpico, que foi o campeão. No Campeonato Amazonense, o Iranduba se sagrou hexacampeão, derrotando a equipe do Manaus na final. Na Copa do Brasil, a equipe chegou até as oitavas de final, venceu o CRESSPOM no jogo de volta, mas foi eliminada da competição.

### Grandes anos no cenário nacional e internacional
O ano de 2017 foi um dos grandes anos do Iranduba no futebol feminino, na disputa do Campeonato Brasileiro, a equipe passou pelo Flamengo nas quartas de final na Arena da Amazônia com mais de 15 mil pessoas. Na fase seguinte, enfrentou o Santos, levou mais de 25 mil espectadores no primeiro jogo, que acabou perdendo de virada para as "sereias da vila". No jogo de volta, o Iranduba perdeu novamente e foi eliminado. O Santos seria campeão daquela edição. No Campeonato Amazonense, o Iranduba empatou com o 3B da Amazônia e garantiu o heptacampeonato estadual.
Em 2018, o Iranduba foi eliminado nas quartas de final no Campeonato Brasileiro pela equipe do Rio Preto. Após a eliminação no nacional, o "Hulk da Amazônia" conseguiu o oitavo título consecutivo no Campeonato Amazonense após vitória sobre o 3B da Amazônia. Para encerrar o grande ano do futebol feminino do clube amazonense, a equipe disputou pela primeira vez na história a Copa Libertadores, chegando até às semifinais do torneio onde foi eliminada de maneira invicta pelo Atlético Huila da Colômbia nos pênaltis.

### Perda da hegemonia estadual e decadência nacional
Após o grande ano de 2018, 2019 foi o ano onde o Iranduba começou a perder força no futebol feminino. No Campeonato Brasileiro, a equipe fez campanha abaixo do esperado, terminando a competição na 10ª colocação, lutando contra o rebaixamento. No Campeonato Amazonense, o Iranduba perdeu a final para o 3B da Amazônia, perdendo sua sequência de oito títulos no estadual.
Em 2020 começou a derrocada da equipe alviverde, pra ser mais preciso, em 2019 após a assinatura de contrato do clube com a empresa VeganNation para um patrocínio master. Após não receber o dinheiro prometido pelo patrocinador, não disputou o Campeonato Amazonense devido a crise financeira que assolava o clube. Em tempo de COVID-19, a busca por patrocinadores ficou ainda mais escassa, o Iranduba estava sem elenco para a disputa do Campeonato Brasileiro, até que uma parceria com o antigo parceiro e hoje rival 3B da Amazônia salvou o Iranduba do precipício, a equipe cedeu jogadoras, comissão técnica e estrutura para o Iranduba poder disputar o campeonato brasileiro daquele ano. Embora "salvo" fora de campo, dentro das quatro linhas a equipe do Iranduba foi rebaixada para o Brasileiro - Série A2 de 2021.
Em 2021, a equipe chegou até às oitavas de final da Série A2 do brasileiro, sendo eliminado pelo Atlético Mineiro. Voltou a disputar o Campeonato Amazonense, mas não obteve grande destaque, ficando na 5ª colocação.
Em 2022, novamente a equipe disputou o a Série A2, e com uma campanha pífia e sem vitórias, foi eliminada na fase de grupos e rebaixada para o Brasileiro Série A3 de 2023. No Campeonato Amazonense, o Iranduba foi eliminado nas quartas de final pelo Penarol.
Em 2023, o "Hulk da Amazônia" disputaria o Brasileiro Série A3, mas o clube foi punido por conta de manipulação de resultados do time masculino durante o Campeonato Amazonense de 2023. Devido a punição sofrida, a equipe feminina do Tarumã do Amazonas herdou a vaga na divisão nacional. O Iranduba também não disputou o amazonense.

## Títulos
Campeonato Amazonense: 2011, 2012, 2013, 2014, 2015, 2016, 2017 e 2018
Retrospecto
| Campeonato Amazonense de Futebol Feminino | Campeonato Amazonense de Futebol Feminino | Campeonato Amazonense de Futebol Feminino | Campeonato Amazonense de Futebol Feminino | Campeonato Amazonense de Futebol Feminino | Campeonato Amazonense de Futebol Feminino | Campeonato Amazonense de Futebol Feminino | Campeonato Amazonense de Futebol Feminino | Campeonato Amazonense de Futebol Feminino | Campeonato Amazonense de Futebol Feminino | Campeonato Amazonense de Futebol Feminino | Campeonato Amazonense de Futebol Feminino | Campeonato Amazonense de Futebol Feminino | Campeonato Amazonense de Futebol Feminino |
| ----------------------------------------- | ----------------------------------------- | ----------------------------------------- | ----------------------------------------- | ----------------------------------------- | ----------------------------------------- | ----------------------------------------- | ----------------------------------------- | ----------------------------------------- | ----------------------------------------- | ----------------------------------------- | ----------------------------------------- | ----------------------------------------- | ----------------------------------------- |
| Ano                                       | 2011                                      | 2012                                      | 2013                                      | 2014                                      | 2015                                      | 2016                                      | 2017                                      | 2018                                      | 2019                                      | 2020                                      | 2021                                      | 2022                                      | 2023                                      |
| Posição                                   | 1º                                        | 1º                                        | 1º                                        | 1º                                        | 1º                                        | 1º                                        | 1º                                        | 1º                                        | 2º                                        | ND                                        | 5º                                        | 8º                                        | ND                                        |

| Campeonato Brasileiro Série A1 | Campeonato Brasileiro Série A1 | Campeonato Brasileiro Série A1 | Campeonato Brasileiro Série A1 | Campeonato Brasileiro Série A1 | Campeonato Brasileiro Série A1 | Campeonato Brasileiro Série A1 | Campeonato Brasileiro Série A1 | Campeonato Brasileiro Série A1 |
| ------------------------------ | ------------------------------ | ------------------------------ | ------------------------------ | ------------------------------ | ------------------------------ | ------------------------------ | ------------------------------ | ------------------------------ |
| Ano                            | 2013                           | 2014                           | 2015                           | 2016                           | 2017                           | 2018                           | 2019                           | 2020                           |
| Posição                        | 14º                            | 15º                            | 11º                            | 8º                             | 4º                             | 7º                             | 10º                            | 13º                            |

| Brasileiro Série A2 | Brasileiro Série A2 | Brasileiro Série A2 |
| ------------------- | ------------------- | ------------------- |
| Ano                 | 2021                | 2022                |
| Posição             | 15º                 | 14ª                 |

| Brasileiro Série A3 | Brasileiro Série A3 |
| ------------------- | ------------------- |
| Ano                 | 2023                |
| Posição             | Não Participou      |

| Copa do Brasil de Futebol Feminino | Copa do Brasil de Futebol Feminino | Copa do Brasil de Futebol Feminino | Copa do Brasil de Futebol Feminino | Copa do Brasil de Futebol Feminino | Copa do Brasil de Futebol Feminino | Copa do Brasil de Futebol Feminino |
| ---------------------------------- | ---------------------------------- | ---------------------------------- | ---------------------------------- | ---------------------------------- | ---------------------------------- | ---------------------------------- |
| Ano                                | 2011                               | 2012                               | 2013                               | 2014                               | 2015                               | 2016                               |
| Fase                               | Oitavas de Final                   | Quartas de Final                   | Oitavas de Final                   | Oitavas de Final                   | Oitavas de Final                   | Oitavas de Final                   |